# Bernhard Pohl

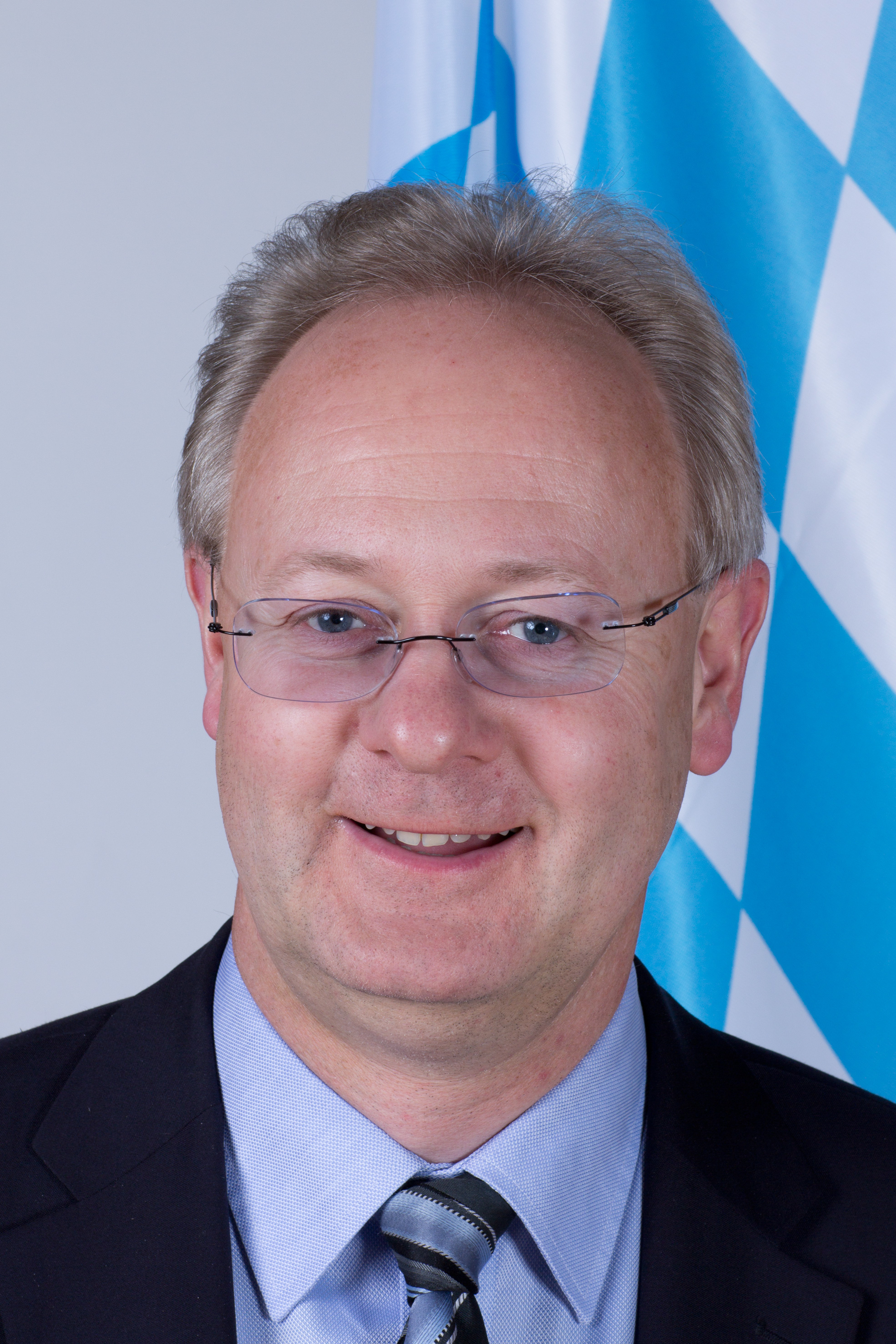
Bernhard Pohl (2012)

Bernhard Pohl (* 13. November 1964 in Werneck) ist ein bayerischer Politiker der Freien Wähler. Der Rechtsanwalt gehört seit 1996 dem Stadtrat von Kaufbeuren und seit Oktober 2008 dem Bayerischen Landtag an.

## Ausbildung und Beruf
Pohl besuchte das Jakob-Brucker-Gymnasium in Kaufbeuren und machte 1984 sein Abitur. Im Anschluss studierte er von 1984 bis 1989 Rechtswissenschaft in München und Genf. 1990 leistete er seinen Wehrdienst. Danach war Pohl von 1990 bis 1993 Rechtsreferendar und arbeitete am Lehrstuhl des Staatsrechtlers Rupert Scholz an der Universität München. 1993 arbeitete Pohl im Thüringischen Innenministerium. Seit 1994 ist er Rechtsanwalt in der Sozietät Pohl – Dr. Völsch – Zinner.
Bernhard Pohl ist römisch-katholisch und ledig.

## Politische Karriere
Pohl gehört seit 1989 den Freien Wählern an und ist seit 1996 Mitglied des Stadtrats von Kaufbeuren. Dort ist er seit 2008 Fraktionssprecher. Darüber hinaus ist er seit 2007 Vorsitzender der Freien Wählergemeinschaft Kaufbeuren. Von 2000 bis 2009 gehörte er dem Landesvorstand der Freien Wähler Bayerns an, ab 2006 als stellvertretender Landesvorsitzender.
Nachdem er bereits 1998 und 2003 erfolglos für den Bayerischen Landtag kandidiert hatte, bewarb er sich bei der Landtagswahl im September 2008 im Stimmkreis Kaufbeuren und wurde im Wahlkreis Schwaben für die Freien Wähler in den Landtag gewählt. 2013, 2018 und 2023 wurde er wiedergewählt. Er war von 2008 bis 2018 Mitglied der Ausschüsse für Verfassung, Recht, Parlamentsfragen und Verbraucherschutz und für Kommunale Fragen und Innere Sicherheit sowie (16. Wahlperiode 2008–2013) der Kommission zur parlamentarischen Begleitung der Krisenbewältigung bei der BayernLB. Seit 2018 gehört er dem Ausschuss für Staatshaushalt und Finanzfragen an.
Er war Mitglied im Landesbank-Untersuchungsausschuss und stellvertretendes Mitglied im NSU-Untersuchungsausschuss. Darüber hinaus ist er Mitglied im Stiftungsrat der Sudetendeutschen Stiftung. Des Weiteren ist Pohl Mitglied des Beratenden Kuratoriums anlässlich der Erweiterung der Dokumentation Obersalzberg. Seit 2021 gehört er der Kontrollkommission BayernFonds an-
Ab dem 20. Oktober 2008 fungierte er als stellvertretender Vorsitzender seiner Landtagsfraktion. Dieses Amt ließ er ab Ende Juli 2015 ruhen, nachdem Pohl volltrunken Auto gefahren war. Ab 2005 war Pohl wegen mehrerer Straftaten im Straßenverkehr verurteilt worden; 2006 hatte Pohl einen Unfall verursacht, bei dem der Fahrer eines anderen Fahrzeugs getötet wurde. Im Dezember 2015 wurde er wegen Trunkenheitsfahrt zu einer sechsmonatigen Haftstrafe auf Bewährung und einer Geldstrafe verurteilt und ihm der Führerschein für zwei Jahre entzogen. Pohl begab sich daraufhin in Therapie.

## Sonstige Ämter
Von 1995 bis 2006 war Pohl Präsident des Eishockeyvereins ESV Kaufbeuren.